# Kenneth Rogoff
Kenneth Rogoff (né le 22 mars 1953) est un économiste américain. Il a été économiste en chef du Fonds monétaire international (FMI) de 2001 à 2003.
Selon RePEc, Kenneth Rogoff a publié plus de 100 articles dans des revues à comité de lecture. Il totalise plus de 35 000 citations et son indice h est de 67,. La revue dans laquelle il a le plus publié (12 articles) est l'American Economic Review.  Il fait partie du top 10 des économistes les plus cités au monde.

## Biographie

### Jeunesse et études
Kenneth Rogoff est champion d'échecs lors de sa jeunesse. Il est diplômé du Massachusetts Institute of Technology (PhD 1980). 

### Parcours professoral
Kenneth S. Rogoff est professeur d'économie (depuis 1999) et de politique publique (depuis 2004) à Harvard,.

### Parcours professionnel
Il siège dans plusieurs organismes officiels dont le Council on Foreign Relations, et le comité consultatif de la Federal Reserve Bank of New York. Auteur de nombreux travaux théoriques, il écrit régulièrement des articles pour la presse internationale, repris en France par Les Échos.

### Parcours de joueur d'échecs
Rogoff a été un joueur d'échecs de niveau international, premier échiquier de l'équipe des États-Unis qui a remporté le championnat du monde des étudiants en 1970, vice-champion des États-Unis en 1975 et grand maître international depuis 1978.

## Prises de position

### Controverse avec Joseph Stiglitz au sujet du FMI
Kenneth Rogoff est renommé pour son conflit avec Joseph Stiglitz, un lauréat du « prix Nobel » d'économie et un ancien chef économiste à la Banque mondiale. La dispute a été amorcée par les violentes critiques effectuées par Stiglitz contre le Fonds monétaire international (FMI), dans ses livres. Rogoff y a répondu dans une lettre ouverte.

### Effets de la crise de 2008
En janvier 2009, lors d'un congrès du American Economic Association (AEA), Rogoff et Carmen Reinhart de l'université du Maryland présentent les fruits de leurs recherches sur les impacts économiques des crises bancaires. Analysant les incidences de 14 crises bancaires sévères, incluant celles survenues pendant la Grande Dépression, en Suède et au Japon, ils affirment que les conséquences négatives de la crise financière de 2008 sur l'économie américaine se prolongeront au moins jusqu'en 2010. Ils estiment que le taux de chômage atteindra au minimum 11 % aux États-Unis avant de diminuer. Par ailleurs, la crise immobilière américaine prendra au moins cinq ans à se résorber à partir de 2009, le prix des maisons pouvant perdre en moyenne 36 % de leur valeur maximale. De plus, ils affirment que la dette publique augmentera de 86 % en moyenne, non pas à cause du prix à payer pour renflouer les banques, mais plutôt à la suite d'une importante diminution de rentrées de fonds sous forme de taxes et d'impôts. Finalement, ils affirment que les grands chantiers lancés par les gouvernements pour combattre les effets d'une dépression ne sont pas suffisants pour alléger et raccourcir sa sévérité.

### Théorie du supercycle de la dette
Kenneth Rogoff adhère à la théorie du supercycle de la dette. Selon lui, l'économie occidentale atteint la fin de son supercycle, tandis que la Chine serait en train d'y entrer.

## Controverses
En avril 2013, une controverse apparaît sur les travaux réalisés avec Carmen Reinhart liée à des erreurs de données faussant la conclusion de leurs précédentes études,. En effet, leur article, Growth in a Time of Debt (en), de 2010, publié dans une des plus prestigieuses revues de sciences économiques (mais sans pour autant passer par un comité de relecture) préconisait une politique d'austérité lorsque le ratio dette-PIB (en) dépasse 90% ; ces conclusions ont largement été reprises à l'époque par de nombreux politiques. Cependant, celles-ci étaient fondées sur une erreur faite sur leur tableur Excel. De plus, les analyses de Rogoff et Reinhart étaient basées sur des connaissances très limitées en statistique (utilisation uniquement de la médiane et de la moyenne dans leur étude, pas d'écart type, pas de régression linéaire...). Il leur a été reproché d'utiliser cet article erroné afin de promouvoir les politiques d'austérité, à la mode après la crise de 2008. En 2013, Rogoff et Reinhart ont publié un démenti.

## Publications

### Ouvrages
- Gene Grossman et Kenneth Rogoff, Handbook of International Economics, Elsevier, Amsterdam 1995
- Kenneth Rogoff et Maurice Obstfeld, Foundations of International Macroeconomics, MIT Press, septembre 1996
- Kenneth Rogoff et Maurice Obstfeld, Workbook for Foundations of International Macroeconomics, MIT Press, février 1998
- Kenneth Rogoff et Carmen Reinhart, 2009, This Time is Different: Eight Centuries of Financial Folly. Princeton University Press. Traduction française par Michel le Séac'h : Cette fois, c'est différent. Huit siècles de folie financière, 2010, Pearson[17]

### Articles
- Kenneth Rogoff, « Celui (ou celle) qui voudrait être Keynes : de Grands Projets pour sauver le Système Financier Global », Melchior - le site des sciences économiques et sociales
  - extrait de (en) Kenneth Rogoff, « International Institutions for Reducing Global Financial Instability », The Journal of Economic Perspectives, vol. 13, no 4,‎ automne 1999, p. 21-42 (lire en ligne)
- (en) Kenneth Rogoff, « The Optimal Degree of Commitment to an Intermediate Monetary Target », The Quarterly Journal of Economics, The MIT Press, vol. 100, no 4,‎ novembre 1985, p. 1169-1189 (Society can sometimes make itself better off by appointing a central banker who does not share the social objective function, but instead places "too large" a weight on inflation-rate stabilization relative to employment stabilization. Although having such an agent head the central bank reduces the time-consistent rate of inflation, it suboptimally raises the variance of employment when supply shocks are large. Using an envelope theorem, we show that the ideal agent places a large, but finite, weight on inflation. The analysis also provides a new framework for choosing among alternative intermediate monetary targets., lire en ligne)